# 21455 Mcfarland
21455 Mcfarland è un asteroide della fascia principale. Scoperto nel 1998, presenta un'orbita caratterizzata da un semiasse maggiore pari a 2,5857371 UA e da un'eccentricità di 0,1155960, inclinata di 2,83098° rispetto all'eclittica.
L'asteroide è dedicato a Jennifer McFarland, studentessa che nel 2005 partecipò come finalista all'Intel Science Talent Search.